# Valkretsar vid val till Europaparlamentet

Valkretsar till Europaparlamentet 2019

I sex av Europeiska unionens medlemsländer (Belgien, Frankrike, Irland, Italien, Polen och Storbritannien) delas det nationella territoriet i flera olika valkretsar för val till Europaparlamentet. I resterande medlemsstater utgör hela landet en enda valkrets. I Tyskland kan politiska partier lägga fram listor antingen på delstatsnivå eller på nationell nivå.
Folkmängden varierar kraftigt i de olika valkretsarna. Den tyskspråkiga delen av Belgien är den i Europaparlamentet mest representerade valkretsen med 1 mandat per 71 000 invånare, medan Sardinien och Sicilien är den minst representerade med 1 mandat per 943 000 invånare.
Antalet mandat per valkrets varierar från 1 mandat för den tyskspråkiga delen av Belgien till 23 för nordvästra Italien (omfattande Aostadalen, Ligurien, Lombardiet och Piemonte). Räknar man länder som inte är uppdelade i flera valkretsar har Tyskland flest mandat, 99 stycken.

## Belgien

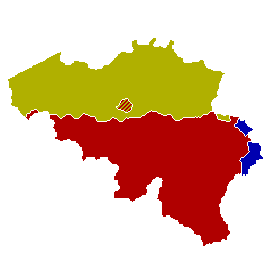
Valkretsar till Europaparlamentet i Belgien

| Valkrets                       | Gemenskap                     | Mandat | Folkmängd  | Per mandat |
| ------------------------------ | ----------------------------- | ------ | ---------- | ---------- |
| Nederländskspråkiga valkretsen | Flamländska gemenskapen       | 14     | 6 000 000  | 428 000    |
| Franskspråkiga valkretsen      | Franska gemenskapen i Belgien | 9      | 4 000 000  | 444 000    |
| Tyskspråkiga valkretsen        | Tyska gemenskapen i Belgien   | 1      | 71 000     | 71 000     |
| Totalt                         |                               | 24     | 10 100 000 | 420 000    |

## Frankrike

Valkretsar till Europaparlamentet i Frankrike

| Valkrets                              | Regioner                                                       | Mandat | Folkmängd  | Per mandat |
| ------------------------------------- | -------------------------------------------------------------- | ------ | ---------- | ---------- |
| Nordvästra Frankrike                  | Basse-Normandie, Haute-Normandie, Nord-Pas-de-Calais, Picardie | 12     | 9 150 000  | 762 000    |
| Västra Frankrike                      | Bretagne, Pays-de-la-Loire, Poitou-Charentes                   | 10     | 8 000 000  | 804 000    |
| Östra Frankrike                       | Alsace, Bourgogne, Champagne-Ardenne, Franche-Comté, Lorraine  | 10     | 8 200 000  | 820 000    |
| Sydvästra Frankrike                   | Aquitaine, Languedoc-Roussillon, Midi-Pyrénées                 | 10     | 8 200 000  | 819 000    |
| Sydöstra Frankrike                    | Korsika, Provence-Alpes-Côte d'Azur, Rhône-Alpes               | 13     | 10 800 000 | 833 000    |
| Loire, Massif Central                 | Auvergne, Centre-Val de Loire, Limousin                        | 6      | 4 500 000  | 753 000    |
| Île-de-France                         | Île-de-France (inklusive Paris)                                | 14     | 11 300 000 | 805 000    |
| Frankrikes utomeuropeiska territorier | Frankrikes utomeuropeiska områden                              | 3      | 2 500 000  | 820 000    |
| Totalt                                |                                                                | 78     | 62 700 000 | 803 000    |

## Irland

Valkretsar till Europaparlamentet i Irland

| Valkrets   | Område                                                                | Mandat | Folkmängd | Per mandat |
| ---------- | --------------------------------------------------------------------- | ------ | --------- | ---------- |
| Dublin     | Dublin                                                                | 3      | 1 200 000 | 400 000    |
| Östra      | Leinster utom Dublin, Longford och Westmeath                          | 3      | 1 100 000 | 333 000    |
| Södra      | Munster utom Clare                                                    | 3      | 1 100 000 | 333 000    |
| Nordvästra | Connacht samt Cavan, Donegal, Monaghan, Clare, Longford och Westmeath | 3      | 880 000   | 270 000    |
| Totalt     |                                                                       | 12     | 4 200 000 | 300 000    |

## Italien

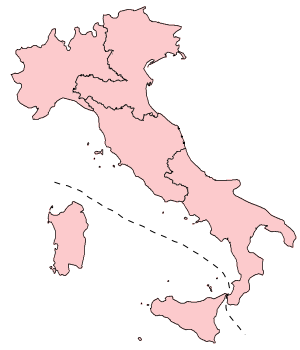
Valkretsar till Europaparlamentet i Italien

| Valkrets   | Regioner                                                           | Mandat | Folkmängd  | Per mandat |
| ---------- | ------------------------------------------------------------------ | ------ | ---------- | ---------- |
| Nordvästra | Aostadalen, Ligurien, Lombardiet, Piemonte                         | 23     | 15 000 000 | 653 000    |
| Nordöstra  | Emilia-Romagna, Friuli-Venezia Giulia, Trentino-Alto Adige, Veneto | 15     | 10 700 000 | 714 000    |
| Centrala   | Latium, Marche, Toscana, Umbrien                                   | 16     | 10 900 000 | 681 000    |
| Södra      | Abruzzo, Apulien, Basilicata, Kalabrien, Campania, Molise          | 17     | 13 800 000 | 816 000    |
| Öar        | Sardinien, Sicilien                                                | 7      | 6 600 000  | 943 000    |
| Totalt     |                                                                    | 78     | 57 000 000 | 731 000    |

## Polen

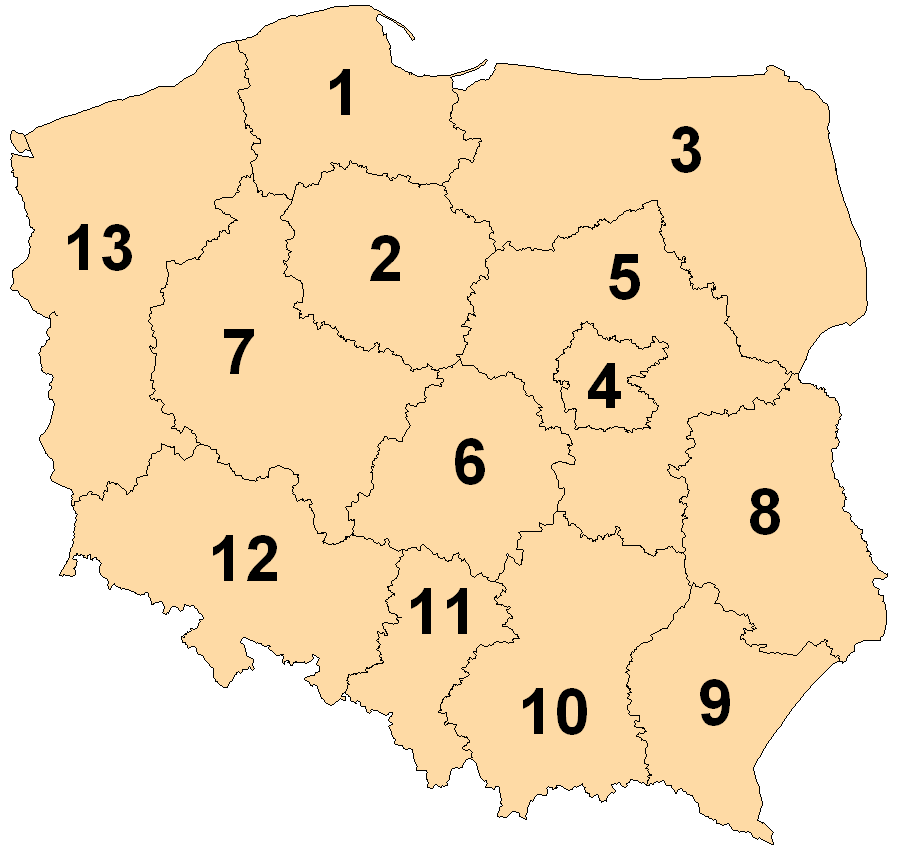
Valkretsar till Europaparlamentet i Polen

| Valkrets                       | Område | Mandat |
| ------------------------------ | --- | ------ |
| Pommern                        | Pommerns vojvodskap | 2      |
| Kujavien-Pommern               | Kujavien-Pommerns vojvodskap | 1      |
| Podlasien och Ermland-Masurien | Podlasiens och Ermland-Masuriens vojvodskap | 2      |
| Warszawa                       | Warszawas stad och delar av Masoviens vojvodskap (grodziski, legionowski, nowodworski, otwocki, piaseczynski, pruszkowski, warszawski zachodni och wolominski powiaty) | 6      |
| Masovien                       | Resterande Masoviens vojvodskap (ciechanowski, gostyninski, mlawski, plocki, plonski, przasnyski, sierpacki, sochaczewski, zurominski, zyrardowski, bialobrzeski, grójecki, kozienicki, lipski, przysuski, radomski, szydlowiecki, zwolenski, garwolinski, losicki, makowski, minski, ostrolecki, ostrowski, pultuski, siedlecki, sokolowski, wegrowski och wyszkowski powiaty samt städerna Plock, Radom, Ostroleka och Siedlce) | 3      |
| Łódź                           | Łódź vojvodskap | 4      |
| Storpolen                      | Storpolens vojvodskap | 5      |
| Lublin                         | Lublins vojvodskap | 4      |
| Nedre Karpaterna               | Nedre Karpaternas vojvodskap | 2      |
| Lillpolen och Święty Krzyż     | Lillpolens och Święty Krzyż vojvodskap | 8      |
| Schlesien                      | Schlesiens vojvodskap | 8      |
| Nedre Schlesien och Opole      | Nedre Schlesiens och Opole vojvodskap | 7      |
| Lubusz och Västpommern         | Lubusz och Västpommerns vojvodskap | 2      |
| Totalt                         | | 54     |

## Storbritannien

Valkretsar till Europaparlamentet i Storbritannien

| Valkrets             | Region                       | Mandat | Folkmängd  | Per mandat |
| -------------------- | ---------------------------- | ------ | ---------- | ---------- |
| London               | Storlondon                   | 9      | 7 400 000  | 822 000    |
| Sydöstra England     | Sydöstra England             | 10     | 8 000 000  | 800 000    |
| Sydvästra England    | Sydvästra England, Gibraltar | 7      | 4 900 000  | 700 000    |
| Västra Midlands      | Västra Midlands              | 7      | 5 200 000  | 740 000    |
| Nordvästra England   | Nordvästra England           | 9      | 6 700 000  | 745 000    |
| Nordöstra England    | Nordöstra England            | 3      | 2 500 000  | 833 000    |
| Yorkshire och Humber | Yorkshire och Humber         | 6      | 5 100 000  | 816 000    |
| Östra Midlands       | Östra Midlands               | 6      | 4 100 000  | 683 000    |
| Östra England        | Östra England                | 7      | 5 400 000  | 770 000    |
| Nordirland           | Nordirland                   | 3      | 1 700 000  | 566 000    |
| Skottland            | Skottland                    | 7      | 5 000 000  | 714 000    |
| Wales                | Wales                        | 4      | 3 000 000  | 725 000    |
| Totalt               |                              | 78     | 58 700 000 | 753 000    |

## Medlemsstater och antal mandat
Medlemsstater där hela landet utgör en valkrets står i fet stil
| Medlemsstat    | Mandat | Folkmängd   | Per mandat |
| -------------- | ------ | ----------- | ---------- |
| Tyskland       | 99     | 81 843 700  | 826 700    |
| Frankrike      | 74     | 65 397 900  | 883 800    |
| Storbritannien | 73     | 62 989 600  | 862 900    |
| Italien        | 73     | 60 820 800  | 833 161    |
| Spanien        | 54     | 46 196 300  | 855 500    |
| Polen          | 51     | 38 538 400  | 755 654    |
| Rumänien       | 33     | 21 355 800  | 647 100    |
| Nederländerna  | 26     | 16 730 300  | 643 500    |
| Grekland       | 22     | 11 290 900  | 513 200    |
| Belgien        | 22     | 11 041 300  | 501 900    |
| Portugal       | 22     | 10 541 800  | 479 200    |
| Tjeckien       | 22     | 10 505 400  | 477 518    |
| Ungern         | 22     | 9 957 700   | 452 600    |
| Sverige        | 20     | 9 482 900   | 474 145    |
| Österrike      | 19     | 8 443 000   | 444 368    |
| Bulgarien      | 18     | 7 327 200   | 407 100    |
| Danmark        | 13     | 5 580 500   | 429 300    |
| Slovakien      | 13     | 5 404 300   | 415 700    |
| Finland        | 13     | 5 401 300   | 415 500    |
| Irland         | 12     | 4 582 800   | 381 900    |
| Kroatien       | 12     | 4 400 000   | 366 700    |
| Litauen        | 13     | 3 007 800   | 231 400    |
| Lettland       | 9      | 2 041 800   | 226 900    |
| Slovenien      | 8      | 2 055 500   | 256 900    |
| Estland        | 6      | 1 339 700   | 223 300    |
| Cypern         | 6      | 862 000     | 143 700    |
| Luxemburg      | 6      | 524 900     | 87 500     |
| Malta          | 6      | 416 100     | 69 400     |
| Totalt         | 766    | 508 079 700 | 663 300    |